# Fernando Almeida de Oliveira
Fernando Almeida de Oliveira (18 de junio de 1978) es un exfutbolista brasileño que se desempeñaba como centrocampista.
Jugó para clubes como el Vitória, Kashima Antlers, Cruzeiro, Al-Shabab, Atlético Paranaense y Al-Ahli.

## Trayectoria

### Clubes
| Club                | País           | Año         |
| ------------------- | -------------- | ----------- |
| Vitória             | Brasil         | 1996 - 2002 |
| Kashima Antlers     | Japón          | 2003 - 2006 |
| Cruzeiro            | Brasil         | 2007        |
| Al-Shabab           | Arabia Saudita | 2008        |
| Atlético Paranaense | Brasil         | 2008        |
| Al-Ahli             | Catar          | 2009        |
| Vitória             | Brasil         | 2010        |